# Endon
Endon – wieś w Anglii, w hrabstwie Staffordshire, w dystrykcie Staffordshire Moorlands. Leży 31 km na północ od miasta Stafford i 221 km na północny zachód od Londynu.